# Michael Lynn
Pour les articles homonymes, voir Lynn.
Michael T. Lynn, né en 1980, est un spécialiste en sécurité informatique et ancien employé de Internet Security Systems (ISS), firme spécialisée dans ce domaine. En juillet 2005, il devient une vedette malgré lui à la suite d'un différend avec la firme Cisco. Ayant analysé la faille de sécurité dans le système d'exploitation IOS de Cisco, il avait l'intention de présenter certains résultats de cette recherche au congrès Black hat 2005. IOS est le logiciel utilisé dans les routeurs Cisco, et la plupart des routeurs d'Internet proviennent de Cisco. La faille concernait la façon dont IOS manipule les paquets IP du protocole IPv6.
D'après Lynn, un hacker peut exploiter celle-ci pour manipuler à distance le comportement des routeurs Cisco. La société avait déjà découvert cette faille et fait les corrections nécessaires en avril 2005, mais n'avait pas suffisamment, semble-t-il, informé ses clients de l'ampleur du problème potentiel.
Lynn n'a pas détaillé la faille. Il a préféré attirer l'attention sur les multiples failles de IOS et remettre les pendules à l'heure en ce qui concerne la sécurité informatique des routeurs. Pendant sa présentation, il a vaguement esquissé la faille en question, cela dans le but d'éviter que des hackers puissent profiter des fruits de ses recherches.
Il était initialement prévu qu'il effectue sa présentation au congrès Black Hat 2005. Cependant, ISS et Cisco ont menacé l'organisation de Black Hat d'entamer des actions en justice si elle ne se soumettait pas à leurs directives. Black Hat a obtempéré et permis que des employés de Cisco détruisent une partie du matériel de présentation. Pour sa part, Lynn était averti de ne pas présenter quoi que ce soit sur la faille.
Lorsqu'il a commencé à donner une présentation sur la téléphonie IP, l'auditoire l'a chahuté. Malgré les poursuites potentielles, Lynn a continué avec sa présentation initialement prévue. Il semble que des congressistes ont mis la main sur le document complet préparé par Black Hat.
Les poursuites entamées par Cisco contre Lynn et Black Hat se sont résolues à l'amiable et les parties sont tenues au silence. Par contre, les poursuites entamées par ISS continuent, et le FBI continue son enquête sur les évènements.
Son pseudonyme de hacker est peut-être Abaddon.